# Ивановское (посёлок, городской округ Истра)
Ивановское — посёлок (до 2018 года — деревня) в городском округе Истра Московской области России. До 2017 года входила в состав сельского поселения Павло-Слободскогое Истринского района. Население — 56 чел. (2010), зарегистрировано 4 садоводческих товарищества.

## География
Находится примерно в 22 км на юго-восток от Истры, на правом берегу реки Истры, на автодороге Балтия, высота над уровнем моря 166 м. Ближайшие населённые пункты: Веледниково в 0,5 км на север, на другом берегу Истры и Павловская Слобода — в 1,5 км на северо-запад.

## История

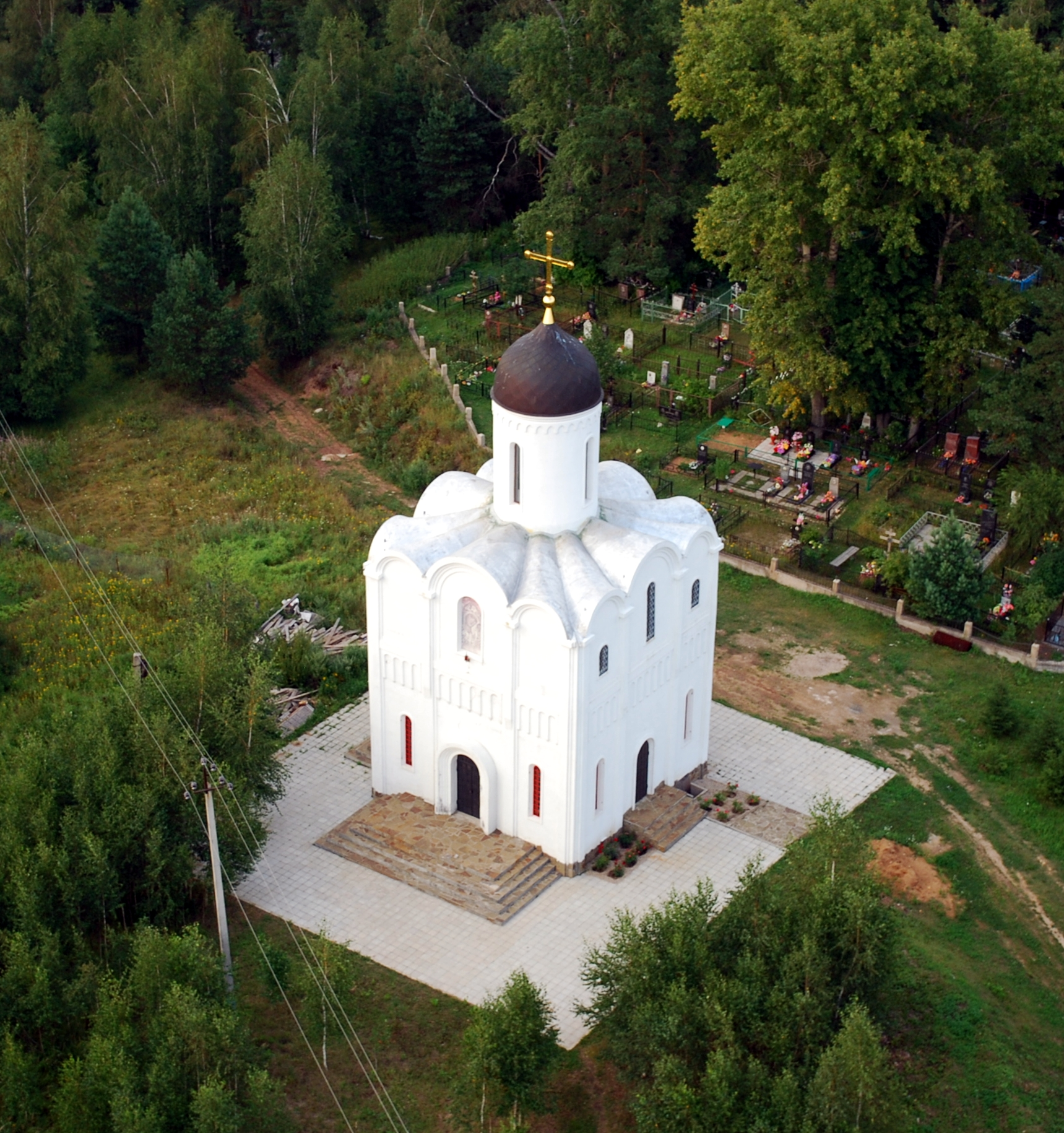
Часовня Казанской иконы Божьей матери

В XVI веке и до последней четверти XVII века селение входило в состав Городского стана Звенигородского уезда. В конце XVII века вотчина перешла в дворцовое ведомство и все морозовские селения были отнесены к Московскому уезду. После ряда административных изменений конца XVIII века деревня оказалась вновь в Звенигородском уезде. В начале XX века деревня состояла в Павловской волости Звенигородского уезда, постановлением президиума Моссовета от 14 января 1921 года, вместе с волостью, включена в состав Воскресенского уезда. В 1927 году был образован Павло-Слободский сельсовет и Ивановское включили в его состав. Постановлением президиума ВЦИК от 14 января 1929 года уезды были упразднены, село вошло в состав Воскресенского района Московского округа Центрально-Промышленной области (с 3 июня 1929 года — Московская область).

## Население
| 2002 | 2006 | 2010 |
| ---- | ---- | ---- |
| 25   | ↘22  | ↗56  |